# Sesetan
Sesetan is een bestuurslaag in het regentschap Denpasar van de provincie Bali, Indonesië. Sesetan telt 50.303 inwoners (volkstelling 2010).